# 馬爾什嶺
85°46′S 146°10′W / 85.767°S 146.167°W
馬爾什嶺（英語：Marsh Ridge）是南極洲的山嶺，位於瑪麗伯德地，處於萊弗里特冰川南岸，長6公里，美國地質調查局根據測量和該國海軍的空中照片繪入地圖，現時由南極條約體系管理。